# Фотодокументознавство
Фотодокументознавство — напрям аудіовізуального документознавства, об’єктом вивчення якого є фотодокументи, що відбивають дійсність у специфічній зображувальній формі. Фотодокументи належать до новітніх історичних джерел і посідають окреме місце серед документальних пам’яток завдяки способу фіксації інформації, формі її передачі, носієві інформації та організації користування ними.
Предметом Ф. є вивчення закономірностей створення й функціонування фотоджерел, їхньої форми, змісту, типології; розроблення прийомів та методів їхнього використання в історичних дослідженнях.

## Історія фотографії
Вік фотодокументів налічує трохи більше півтора століття — із часу винайдення фотографії, яке по праву пов'язують з іменами французів Ж.Ньєпса і Л.-Ж.Дагера та англійця В.Талбота.
- 1826 Ж.Ньєпсу за допомогою камери-обскури вдалося отримати перше фотографічне зображення.
- 1839 Л.-Ж.Дагер уперше отримав знімок із порівняно високою якістю зображення на галоген-срібному прошарку.
- 1841 фізик В.Тальбот відкрив негативно-позитивний процес і отримав

перший у світі негатив і позитивний відбиток на папері, насиченому
хлористим сріблом.
В Україні перші фотознімки отримав професор Львівського університету Я.Гляйснер улітку 1839. Удосконалення процесів фотодокументування
привело зрештою до появи наприкінці 20 ст. цифрового фото.

## Фотоархіви
Усвідомлення значення і цінності фотодокументів актуалізували проблеми їх збирання, опрацювання й зберігання. Так, Державний архів Канади 1908 організував секцію для зберігання фотографій. 1913 в Османській імперії створено Центр фільму та фотографії, де відклалися фотодокументальні комплекси, що стосуються війн 19 ст. Схожі колекції фотоджерел концентруються в Королівському Лондонському військовому музеї, Бібліотеці Конгресу (США). Україна стала однією з перших країн, де проблема організації зберігання фотодокументів була вирішена на державному рівні. У червні 1932 створено спеціалізований архів — Всеукраїнський фотокіноархів у м. Київ (нині Центральний державний кінофотофоноархів України імені Г.Пшеничного). Фотодокументи зберігаються також у колекціях Інституту мистецтвознавства, фольклористики та етнології імені М.Рильського НАН України, Інституту рукопису Бібліотеки національної імені В.Вернадського,
державних архівів областей, АР Крим, бібліотек та музеїв.
Стрімкий розвиток та активне використання інформаційно-комунікаційних технологій розширюють можливості доступу суспільства до фотоджерел. Найбільш ефективно це досягається шляхом представлення колекцій
фотодокументів у складі електронних бібліотек. Так, зокрема, фотодокументи репрезентовані в міжнародних проектах «Європейська цифрова
бібліотека» (The European Library), «Європейська електронна
бібліотека “Europeana”», «Світова цифрова бібліотека» (World Digital Library), національних проектах «Національна електронна бібліотека
» (США), «Цифрова бібліотека» (Велика Британія), «Gallica» (Франція) та ін.
З появою фотографії її вивченням займалися переважно фотографічні товариства. 1859 з-під пера нашого співвітчизника, одесита І.Мигурського, вийшов перший «Практичний посібник по фотографії». Історії фотографії присвячена монографія професора Харківського університету М.Бекетова «Розвиток та сучасний стан світлопису» (1862).

## Фотографія як документ
Уперше фотографією як документом епохи зацікавився поляк Б.Матушевський (1898—1901 з’явилося кілька його студій «Нове джерело історії: про створення сховищ історичних документів», «Жива фотографія: чим вона є, чим вона може стати», «Нове у графології й експертизі почерків» та «Портрети на склі, покритому емаллю (одне відкриття)»). Важливим внеском у галузі історії та прикладної фотографії стали праці С.Берштейна,
Г.Болтянського, Б.Грекова, опубліковані в 1-й половині 20 ст.
1950-ті рр. позначилися посиленням уваги до фотодокументів з боку архівістів, що засвідчують навчальні посібники С.Плєшакова, А.Кузіна, в яких порушувалися питання експертизи їхньої наукової і практичної цінності.
Серйозні зрушення у джерелознавчих дослідженнях фотодокументів відбулися в 1960—80-х рр.
У цьому контексті слід відзначити праці М.Тихомирова, М.Черноморського,
Н.Єрмакової, І.Ковальченка, С.Шмідта, Ф.Шевченка, А.Санцевича, М.Варшавчика, В.Стрельського. Про необхідність спеціальних досліджень
інформаційних можливостей фотодокументів та введення їх до наукового обігу писала О.Медушевська.
Важливим чинником у розвитку вітчизн. Ф. стала розгорнута в 1960—70-х рр. на сторінках радянських фахових часописів «Вопросы архивоведения» та «Советские архивы» дискусія щодо джерелознавчих проблем фотодокументів. Її учасники Л.Крюкова, І.Фесуненко, Л.Рошаль, Л.Пушкарьов, В.Магідов та ін., порушуючи питання про роль і значення фотодокументів як історичних
джерел, насамперед намагалися розвіяти скептицизм істориків щодо цих документів як джерел узагалі та зламати домінуючий стереотип щодо можливостей їхнього використання лише як ілюстративного матеріалу до історичних фактів.
На початку 1990-х рр. уперше у вітчизн. історіографії кінофотознавство
розглядалось як спеціальна історична дисципліна, що займається вивченням кіно- і фотодокументів. Згодом назва дисципліни була замінена більш
точним терміном «фотодокументознавство». На сучасному етапі
розвитку науки Ф. розглядається як окремий напрям аудіовізуального
документознавства.
Завдяки студіям М.Базанової, Л.Маркітан, Н.Слончак, Н.Топішко та ін. були виявлені, досліджені та введені до наукового обігу значні комплекси фотодокументів. На сьогодні найбільш глибокими і змістовними є праці
російського вченого В.Магідова («Кинофотофонодокументы в контексте
исторического знания». М., 2005).
Дослідження фотоджерел включає: їх виявлення, вивчення часу й обставин створення фотодокументів; відбір джерел з їхньою подальшою класифікацією й систематизацією, зовнішньою та внутрішньою критикою.
Критеріями відбору джерел є значимість зафіксованих у них подій чи фактів, ступінь атрибутивності цих документів, їхній технічний стан, наявність супровідної документації, повторюваність інформації тощо.

## Класифікація фотодокументів
Невід’ємним елементом вивчення фотодокументів є їхня класифікація. За способом кодування інформації фотодокументи відносяться до зображувальних
джерел. За формою відзнятої інформації вони поділяються на:
офіційні (зйомки подій), творчі (фотонариси, портрети, пейзажі) і особистого походження (створені або зібрані фотолюбителями, колекціонерами). За зовнішніми ознаками вони класифікуються —
за кольором (чорно-білі та кольорові), розмірами, носієм інформації (скло, плівка, папір, дисковий носій тощо).
Зовн. критика фотодокументів полягає в аналізі їхнього походження,
визначенні об’єкта зображення, часу, авторства, з’ясуванні передумов створення, а також зовнішніх ознак документа. У цьому контексті важливою є інформація про наявність або втрату першоджерела — створеного
автором, документа, що не зазнав жодних технічних, композиційних
та інших змін.
За ступенем освітлюваності, організованості фотокадру та іншими
ознаками можна відрізнити документальну зйомку від інсценізованої. Зовнішні особливості фотодокумента (основа і формат самого документа) іноді дають можливість зробити попередні висновки про час його створення, автентичність або, навпаки, про його фальсифікацію.
Час і місце створення фотодокументів завжди збігаються з моментом і місцем зафіксованої події. Велике значення для розшифрування
документів має т. зв. прихована інформація — фотоскрипти (внутр. кадрові написи — гасла, вивіски, афіші тощо).
Автором фотодокумента є безпосередній створювач фотознімка (фотограф, фотокореспондент).
Також важливим є виявлення замовника фотодокумента, в ролі якого може виступати як особа, так і окрема установа.
На завершальному етапі роботи з фотодокументами визначають ступінь повноти отриманих відомостей, їхню новизну і достовірність, інформаційну цінність джерела. При цьому доцільно:
1) зіставити зображення фотодокументів між собою для визначення дублетів чи серії, яка об’єднує документи одного походження, датування й виявлення
неточностей;

2) проаналізувати супровідну документацію;

3) зіставити даний документ з ін. видами джерел (пресою, архівними документами тощо).
Ф. історично й логічно пов’язане із джерелознавством, архівознавством та дипломатикою, сфрагістикою, історією державних установ, а на міждисциплінарному рівні — з мистецтвознавством, журналістикою, економічними науками, філософією, естетикою, інформатикою й інформаційними технологіями та ін.